# Liste des médaillés olympiques en biathlon
Voici la liste des médaillés masculins et féminins des épreuves de biathlon aux Jeux olympiques d'hiver depuis 1960.

## Hommes

### Individuel
| Édition                                | Or                           | Argent                                          | Bronze                     |
| Squaw Valley 1960                      | Klas Lestander (SWE)         | Antti Tyrväinen (FIN)                           | Alexander Privalov (URS)   |
| Innsbruck 1964                         | Vladimir Melanine (NOR)      | Alexander Privalov (URS)                        | Olav Jordet (NOR)          |
| Grenoble 1968                          | Magnar Solberg (NOR)         | Alexandre Tikhonov (URS)                        | Vladimir Gundartsev (URS)  |
| Sapporo 1972                           | Magnar Solberg (NOR)         | Hansjörg Knauthe (RDA)                          | Lars-Göran Arwidson (SWE)  |
| Innsbruck 1976                         | Nikolaï Krouglov (URS)       | Heikki Ikola (FIN)                              | Aleksandr Yelizarov (URS)  |
| Lake Placid 1980                       | Anatoli Aliabiev (URS)       | Frank Ullrich (RDA)                             | Eberhard Rösch (RDA)       |
| Sarajevo 1984                          | Peter Angerer (RFA)          | Frank-Peter Roetsch (RDA)                       | Eirik Kvalfoss (NOR)       |
| Calgary 1988                           | Frank-Peter Roetsch (RDA)    | Valeriy Medvedtsev (URS)                        | Johann Passler (ITA)       |
| Albertville 1992                       | Jevgenij Redkin (EUN)        | Mark Kirchner (GER)                             | Mikael Löfgren (SWE)       |
| Lillehammer 1994                       | Sergei Tarasov (RUS)         | Frank Luck (GER)                                | Sven Fischer (GER)         |
| Nagano 1998                            | Halvard Hanevold (NOR)       | Pieralberto Carrara (ITA)                       | Alexeï Aïdarov (BLR)       |
| Salt Lake City 2002                    | Ole Einar Bjørndalen (NOR)   | Frank Luck (GER)                                | Viktor Maïgourov (RUS)     |
| Turin 2006                             | Michael Greis (GER)          | Ole Einar Bjørndalen (NOR)                      | Halvard Hanevold (NOR)     |
| Vancouver 2010 (Résultats détaillés)   | Emil Hegle Svendsen (NOR)    | Ole Einar Bjørndalen (NOR) Sergeï Novikov (BLR) |                            |
| Sotchi 2014 (Résultats détaillés)      | Martin Fourcade (FRA)        | Erik Lesser (GER)                               | Evgeniy Garanichev (RUS)   |
| Pyeongchang 2018 (Résultats détaillés) | Johannes Thingnes Bø (NOR)   | Jakov Fak (SLO)                                 | Dominik Landertinger (AUT) |
| Pékin 2022 (Résultats détaillés)       | Quentin Fillon Maillet (FRA) | Anton Smolski (BLR)                             | Johannes Thingnes Bø (NOR) |

### Sprint
| Édition                                | Or                         | Argent                       | Bronze                  |
| Lake Placid 1980                       | Frank Ullrich (RDA)        | Vladimir Alikin (URS)        | Anatoli Aliabiev (URS)  |
| Sarajevo 1984                          | Eirik Kvalfoss (NOR)       | Peter Angerer (RFA)          | Matthias Jacob (RDA)    |
| Calgary 1988                           | Frank-Peter Roetsch (RDA)  | Valeriy Medvedtsev (URS)     | Sergueï Tchepikov (URS) |
| Albertville 1992                       | Mark Kirchner (GER)        | Ricco Groß (GER)             | Harri Eloranta (FIN)    |
| Lillehammer 1994                       | Sergueï Tchepikov (RUS)    | Ricco Groß (GER)             | Sergueï Tarassov (RUS)  |
| Nagano 1998                            | Ole Einar Bjørndalen (NOR) | Frode Andresen (NOR)         | Ville Räikkönen (FIN)   |
| Salt Lake City 2002                    | Ole Einar Bjørndalen (NOR) | Sven Fischer (GER)           | Wolfgang Perner (AUT)   |
| Turin 2006                             | Sven Fischer (GER)         | Halvard Hanevold (NOR)       | Frode Andresen (NOR)    |
| Vancouver 2010 (Résultats détaillés)   | Vincent Jay (FRA)          | Emil Hegle Svendsen (NOR)    | Jakov Fak (CRO)         |
| Sotchi 2014 (Résultats détaillés)      | Ole Einar Bjørndalen (NOR) | Dominik Landertinger (AUT)   | Jaroslav Soukup (CZE)   |
| Pyeongchang 2018 (Résultats détaillés) | Arnd Peiffer (GER)         | Michal Krčmář (CZE)          | Dominik Windisch (ITA)  |
| Pékin 2022 (Résultats détaillés)       | Johannes Thingnes Bø (NOR) | Quentin Fillon Maillet (FRA) | Tarjei Bø (NOR)         |

### Poursuite
| Édition                                | Or                           | Argent                     | Bronze                       |
| Salt Lake City 2002                    | Ole Einar Bjørndalen (NOR)   | Raphaël Poirée (FRA)       | Ricco Groß (GER)             |
| Turin 2006                             | Vincent Defrasne (FRA)       | Ole Einar Bjørndalen (NOR) | Sven Fischer (GER)           |
| Vancouver 2010 (Résultats détaillés)   | Björn Ferry (NOR)            | Christoph Sumann (AUT)     | Vincent Jay (FRA)            |
| Sotchi 2014 (Résultats détaillés)      | Martin Fourcade (FRA)        | Ondřej Moravec (CZE)       | Jean-Guillaume Béatrix (FRA) |
| Pyeongchang 2018 (Résultats détaillés) | Martin Fourcade (FRA)        | Sebastian Samuelsson (SWE) | Benedikt Doll (GER)          |
| Pékin 2022 (Résultats détaillés)       | Quentin Fillon Maillet (FRA) | Tarjei Bø (NOR)            | Eduard Latypov (ROC)         |

### Mass start
| Édition                                | Or                         | Argent                  | Bronze                           |
| Turin 2006                             | Michael Greis (GER)        | Tomasz Sikora (POL)     | Ole Einar Bjørndalen (NOR)       |
| Vancouver 2010 (Résultats détaillés)   | Martin Fourcade (FRA)      | Pavol Hurajt (SVK)      | Christoph Sumann (AUT)           |
| Sotchi 2014 (Résultats détaillés)      | Emil Hegle Svendsen (NOR)  | Martin Fourcade (FRA)   | Ondřej Moravec (CZE)             |
| Pyeongchang 2018 (Résultats détaillés) | Martin Fourcade (FRA)      | Simon Schempp (GER)     | Emil Hegle Svendsen (NOR)        |
| Pékin 2022 (Résultats détaillés)       | Johannes Thingnes Bø (NOR) | Martin Ponsiluoma (SWE) | Vetle Sjåstad Christiansen (NOR) |

### Relais
| Édition                                | Or                                                                                      | Argent                                                                                          | Bronze                                                                           |
| Grenoble 1968                          | Union soviétique Alexandre Tikhonov Nikolay Puzanov Viktor Mamatov Vladimir Gundartsev  | Norvège Ola Wærhaug Olav Jordet Magnar Solberg Jon Istad                                        | Suède Lars-Göran Arwidson Tore Eriksson Olle Petrusson Holmfrid Olsson           |
| Sapporo 1972                           | Union soviétique Alexandre Tikhonov Rinnat Safin Ivan Byakov Viktor Mamatov             | Finlande Esko Saira Juhani Suutarinen Heikki Ikola Mauri Röppänen                               | Allemagne de l'Est Hansjörg Knauthe Joachim Meischner Dieter Speer Horst Koschka |
| Innsbruck 1976                         | Union soviétique Alexander Yelizarov Ivan Byakov Nikolaï Krouglov Alexander Tikhonov    | Finlande Henrik Flöjt Esko Saira Juhani Suutarinen Heikki Ikola                                 | Allemagne de l'Est Karl-Heinz Menz Frank Ullrich Manfred Beer Manfred Geyer      |
| Lake Placid 1980                       | Union soviétique Vladimir Alikin Alexandre Tikhonov Vladimir Barnachov Anatoli Aliabiev | Allemagne de l'Est Mathias Jung Klaus Siebert Frank Ullrich Eberhard Rösch                      | Allemagne de l'Ouest Franz Bernreiter Hans Estner Peter Angerer Gerd Winkler     |
| Sarajevo 1984                          | Union soviétique Dmitri Vassiliev Yuri Kachkarov Algimantas Salna Sergei Buligin        | Norvège Odd Lirhus Eirik Kvalfoss Rolf Storsveen Kjell Søbak                                    | Allemagne de l'Ouest Ernst Reiter Walter Pichler Peter Angerer Friedrich Fischer |
| Calgary 1988                           | Union soviétique Dmitri Vassiliev Sergei Tchepikov Alexandre Popov Valeriy Medvedtsev   | Allemagne de l'Ouest Ernst Reiter Stefan Höck Peter Angerer Friedrich Fischer                   | Italie Werner Kiem Gottlieb Taschler Johann Passler Andreas Zingerle             |
| Albertville 1992                       | Allemagne Ricco Groß Jens Steinigen Mark Kirchner Friedrich Fischer                     | Équipe unifiée de l’ex-URSS Valeriy Medvedtsev Alexandre Popov Valeri Kirienko Sergei Tchepikov | Suède Ulf Johansson Leif Andersson Tord Wiksten Mikael Löfgren                   |
| Lillehammer 1994                       | Allemagne Ricco Groß Frank Luck Mark Kirchner Sven Fischer                              | Russie Valeri Kirienko Vladimir Dratchev Sergei Tarasov Sergei Tchepikov                        | France Thierry Dusserre Patrice Bailly-Salins Lionel Laurent Hervé Flandin       |
| Nagano 1998                            | Allemagne Ricco Groß Peter Sendel Sven Fischer Frank Luck                               | Norvège Egil Gjelland Halvard Hanevold Dag Bjørndalen Ole Einar Bjørndalen                      | Russie Pavel Mouslimov Vladimir Dratchev Sergei Tarasov Viktor Maïgourov         |
| Salt Lake City 2002                    | Norvège Halvard Hanevold Frode Andresen Egil Gjelland Ole Einar Bjørndalen              | Allemagne Ricco Groß Peter Sendel Sven Fischer Frank Luck                                       | France Gilles Marguet Vincent Defrasne Julien Robert Raphaël Poirée              |
| Turin 2006                             | Allemagne Ricco Groß Michael Rösch Sven Fischer Michael Greis                           | Russie Ivan Tcherezov Sergei Tchepikov Pavel Rostovtsev Nikolaï Krouglov Jr.                    | France Julien Robert Vincent Defrasne Ferréol Cannard Raphaël Poirée             |
| Vancouver 2010 (Résultats détaillés)   | Norvège Halvard Hanevold Tarjei Bø Emil Hegle Svendsen Ole Einar Bjørndalen             | Autriche Simon Eder Daniel Mesotitsch Dominik Landertinger Christoph Sumann                     | Russie Ivan Tcherezov Anton Shipulin Maxim Tchoudov Evgeny Ustyugov              |
| Sotchi 2014 (Résultats détaillés)      | Allemagne Erik Lesser Daniel Böhm Arnd Peiffer Simon Schempp                            | Autriche Christoph Sumann Daniel Mesotitsch Simon Eder Dominik Landertinger                     | Norvège Tarjei Bø Johannes Thingnes Bø Ole Einar Bjørndalen Emil Hegle Svendsen  |
| Pyeongchang 2018 (Résultats détaillés) | Suède Peppe Femling Jesper Nelin Sebastian Samuelsson Fredrik Lindström                 | Norvège Lars Helge Birkeland Tarjei Bø Johannes Thingnes Bø Emil Hegle Svendsen                 | Allemagne Erik Lesser Benedikt Doll Arnd Peiffer Simon Schempp                   |
| Pékin 2022 (Résultats détaillés)       | Norvège Sturla Holm Lægreid Tarjei Bø Johannes Thingnes Bø Vetle Sjåstad Christiansen   | France Fabien Claude Émilien Jacquelin Simon Desthieux Quentin Fillon Maillet                   | ROC Said Khalili Alexander Loginov Maksim Tsvetkov Eduard Latypov                |

## Femmes

### Individuel
| Lieu et date des Jeux                  | Or                          | Argent                        | Bronze                      |
| Albertville 1992                       | Antje Misersky (GER)        | Svetlana Davidova (EUR)       | Myriam Bédard (CAN)         |
| Lillehammer 1994                       | Myriam Bédard (CAN)         | Anne Briand (FRA)             | Uschi Disl (GER)            |
| Nagano 1998                            | Ekaterina Dafovska (BUL)    | Olena Petrova (UKR)           | Uschi Disl (GER)            |
| Salt Lake City 2002                    | Andrea Henkel (GER)         | Liv Grete Poirée (NOR)        | Magdalena Forsberg (SWE)    |
| Turin 2006                             | Svetlana Ishmouratova (RUS) | Martina Glagow (GER)          | Albina Akhatova (RUS)       |
| Vancouver 2010 (Résultats détaillés)   | Tora Berger (NOR)           | Elena Khrustaleva (KAZ)       | Darya Domracheva (BLR)      |
| Sotchi 2014 (Résultats détaillés)      | Darya Domracheva (BLR)      | Selina Gasparin (SUI)         | Nadzeya Skardzina (BLR)     |
| Pyeongchang 2018 (Résultats détaillés) | Hanna Öberg (SWE)           | Anastasia Kuzmina (SLO)       | Laura Dahlmeier (GER)       |
| Pékin 2022 (Résultats détaillés)       | Denise Herrmann (GER)       | Anaïs Chevalier-Bouchet (FRA) | Marte Olsbu Røiseland (NOR) |

### Sprint
| Lieu et date des Jeux                  | Or                            | Argent                    | Bronze                   |
| Albertville 1992                       | Anfisa Reztsova (EUN)         | Antje Misersky (GER)      | Elena Belova (EUN)       |
| Lillehammer 1994                       | Myriam Bédard (CAN)           | Svetlana Paramygina (BLR) | Valentina Tserbe (UKR)   |
| Nagano 1998                            | Galina Koukleva (RUS)         | Uschi Disl (GER)          | Katrin Apel (GER)        |
| Salt Lake City 2002                    | Kati Wilhelm (GER)            | Uschi Disl (GER)          | Magdalena Forsberg (SWE) |
| Turin 2006                             | Florence Baverel-Robert (FRA) | Anna Carin Olofsson (SWE) | Lilia Efremova (UKR)     |
| Vancouver 2010 (Résultats détaillés)   | Anastasiya Kuzmina (SVK)      | Magdalena Neuner (GER)    | Marie Dorin (GER)        |
| Sotchi 2014 (Résultats détaillés)      | Anastasiya Kuzmina (SVK)      | Olga Vilukhina (RUS)      | Vita Semerenko (UKR)     |
| Pyeongchang 2018 (Résultats détaillés) | Laura Dahlmeier (GER)         | Marte Olsbu (NOR)         | Veronika Vítková (CZE)   |
| Pékin 2022 (Résultats détaillés)       | Marte Olsbu Røiseland (NOR)   | Elvira Öberg (SWE)        | Dorothea Wierer (ITA)    |

### Poursuite
| Lieu et date des Jeux                  | Or                          | Argent                  | Bronze                   |
| Salt Lake City 2002                    | Olga Pyleva (RUS)           | Kati Wilhelm (GER)      | Irina Nikoultchina (BUL) |
| Turin 2006                             | Kati Wilhelm (GER)          | Martina Glagow (GER)    | Albina Akhatova (RUS)    |
| Vancouver 2010 (Résultats détaillés)   | Magdalena Neuner (GER)      | Anastazia Kuzmina (SVK) | Marie-Laure Brunet (FRA) |
| Sotchi 2014 (Résultats détaillés)      | Darya Domracheva (BLR)      | Tora Berger (NOR)       | Teja Gregorin (SLO)      |
| Pyeongchang 2018 (Résultats détaillés) | Laura Dahlmeier (GER)       | Anastazia Kuzmina (SVK) | Anaïs Bescond (FRA)      |
| Pékin 2022 (Résultats détaillés)       | Marte Olsbu Røiseland (NOR) | Elvira Öberg (SWE)      | Tiril Eckhoff (NOR)      |

### Mass start
| Lieu et date des Jeux                  | Or                            | Argent                   | Bronze                      |
| Turin 2006                             | Anna Carin Olofsson (SWE)     | Kati Wilhelm (GER)       | Uschi Disl (GER)            |
| Vancouver 2010 (Résultats détaillés)   | Magdalena Neuner (GER)        | Olga Zaitseva (RUS)      | Simone Hauswald (GER)       |
| Sotchi 2014 (Résultats détaillés)      | Darya Domracheva (BLR)        | Gabriela Soukalová (CZE) | Tiril Eckhoff (NOR)         |
| Pyeongchang 2018 (Résultats détaillés) | Anastasia Kuzmina (SVK)       | Darya Domracheva (BLR)   | Tiril Eckhoff (NOR)         |
| Pékin 2022 (Résultats détaillés)       | Justine Braisaz-Bouchet (FRA) | Tiril Eckhoff (NOR)      | Marte Olsbu Røiseland (NOR) |

### Relais
| Lieu et date des Jeux                  | Or                                                                             | Argent                                                                             | Bronze                                                                                    |
| Albertville 1992                       | France Corinne Niogret Véronique Claudel Anne Briand                           | Allemagne Uschi Disl Antje Misersky Petra Schaaf                                   | Équipe unifiée de l’ex-URSS Elena Belova Anfisa Reztsova Elena Melnikova                  |
| Lillehammer 1994                       | Russie Nadezhda Talanova Natalya Snytina Louiza Noskova Anfisa Reztsova        | Allemagne Uschi Disl Antje Misersky Harvey Simone Greiner-Petter-Memm Petra Schaaf | France Corinne Niogret Véronique Claudel Delphyne Burlet Anne Briand                      |
| Nagano 1998                            | Allemagne Uschi Disl Martina Zellner Katrin Apel Petra Schaaf Behle            | Russie Olga Melnik Galina Koukleva Albina Akhatova Olga Romasko                    | Norvège Ann-Elen Skjelbreid Annette Sikveland Gunn Margit Andreassen Liv Grete Skjelbreid |
| Salt Lake City 2002                    | Allemagne Katrin Apel Uschi Disl Andrea Henkel Kati Wilhelm                    | Norvège Ann-Elen Skjelbreid Linda Tjörhom Gunn Margit Andreassen Liv Grete Poirée  | Russie Olga Pyleva Galina Koukleva Svetlana Ishmouratova Albina Akhatova                  |
| Turin 2006                             | Russie Anna Bogali Svetlana Ishmouratova Olga Zaïtseva Albina Akhatova         | Allemagne Martina Glagow Andrea Henkel Katrin Apel Kati Wilhelm                    | France Delphyne Peretto Florence Baverel-Robert Sylvie Becaert Sandrine Bailly            |
| Vancouver 2010 (Résultats détaillés)   | Russie Svetlana Sleptsova Anna Bogali-Titovets Olga Medvedtseva Olga Zaitseva  | France Marie Laure Brunet Sylvie Becaert Marie Dorin Sandrine Bailly               | Allemagne Kati Wilhelm Simone Hauswald Martina Beck Andrea Henkel                         |
| Sotchi 2014 (Résultats détaillés)      | Ukraine Vita Semerenko Juliya Dzhyma Valj Semerenko Olena Pidhrushna           | Norvège Fanny Welle-Strand Horn Tiril Eckhoff Ann Kristin Flatland Tora Berger     | Tchéquie Eva Puskarčíková Gabriela Soukalova Jitka Landová Veronika Vítková               |
| Pyeongchang 2018 (Résultats détaillés) | Biélorussie Nadzeya Skardzina Iryna Kryuko Dzinara Alimbekava Darya Domracheva | Suède Linn Persson Mona Brorsson Anna Magnusson Hanna Öberg                        | France Anaïs Chevalier Marie Dorin-Habert Justine Braisaz Anaïs Bescond                   |
| Pékin 2022 (Résultats détaillés)       | Suède Linn Persson Mona Brorsson Hanna Öberg Elvira Öberg                      | ROC Irina Kazakevich Kristina Reztsova Svetlana Mironova Uliana Nigmatullina       | Allemagne Vanessa Voigt Vanessa Hinz Franziska Preuss Denise Herrmann                     |

## Relais mixte
| Lieu et date des Jeux                  | Or                                                                         | Argent                                                                              | Bronze                                                                     |
| Sotchi 2014 (Résultats détaillés)      | Norvège Tora Berger Tiril Eckhoff Ole Einar Bjørndalen Emil Hegle Svendsen | Tchéquie Veronika Vítková Gabriela Soukalová Jaroslav Soukup Ondřej Moravec         | Italie Dorothea Wierer Karin Oberhofer Dominik Windisch Lukas Hofer        |
| Pyeongchang 2018 (Résultats détaillés) | France Marie Dorin-Habert Anaïs Bescond Simon Desthieux Martin Fourcade    | Norvège Marte Olsbu Tiril Eckhoff Johannes Thingnes Bø Emil Hegle Svendsen          | Italie Lisa Vittozzi Dorothea Wierer Lukas Hofer Dominik Windisch          |
| Pékin 2022 (Résultats détaillés)       | Norvège Marte Olsbu Røiseland Tiril Eckhoff Tarjei Bø Johannes Thingnes Bø | France Anaïs Chevalier-Bouchet Julia Simon Émilien Jacquelin Quentin Fillon Maillet | ROC Uliana Nigmatullina Kristina Reztsova Alexander Loginov Eduard Latypov |

## Athlètes les plus médaillés

### Hommes
| Rang | Biathlete            | Pays             | De * | À *  | Or | Argent | Bronze | Total |
| ---- | -------------------- | ---------------- | ---- | ---- | -- | ------ | ------ | ----- |
| 1    | Ole Einar Bjørndalen | Norvège          | 1998 | 2014 | 8  | 4      | 2      | 14    |
| 2    | Martin Fourcade      | France           | 2010 | 2018 | 6  | 1      | -      | 7     |
| 3    | Johannes Thingnes Bø | Norvège          | 2014 | 2022 | 5  | 2      | 2      | 9     |
| 4    | Emil Hegle Svendsen  | Norvège          | 2010 | 2018 | 4  | 3      | 2      | 9     |
| 5    | Ricco Groß           | Allemagne        | 1992 | 2006 | 4  | 3      | 1      | 8     |
| 6    | Sven Fischer         | Allemagne        | 1994 | 2006 | 4  | 2      | 2      | 8     |
| 7    | Alexandre Tikhonov   | Union soviétique | 1968 | 1980 | 4  | 1      | -      | 5     |
| 8    | Halvard Hanevold     | Norvège          | 1998 | 2010 | 3  | 2      | 1      | 6     |
| 9    | Mark Kirchner        | Allemagne        | 1992 | 1994 | 3  | 1      | -      | 4     |
| 10   | Michael Greis        | Allemagne        | 2006 | 2006 | 3  | -      | -      | 3     |

### Femmes
| Rang | Biathlete             | pays        | De * | À *  | Or | Argent | Bronze | Total |
| ---- | --------------------- | ----------- | ---- | ---- | -- | ------ | ------ | ----- |
| 1    | Darya Domracheva      | Biélorussie | 2010 | 2018 | 4  | 1      | 1      | 6     |
| 2    | Kati Wilhelm          | Allemagne   | 2002 | 2010 | 3  | 3      | 1      | 7     |
| 3    | Anastasiya Kuzmina    | Slovaquie   | 2010 | 2018 | 3  | 3      | -      | 6     |
| 4    | Marte Olsbu Røiseland | Norvège     | 2018 | 2022 | 3  | 2      | 2      | 7     |
| 5    | Uschi Disl            | Allemagne   | 1992 | 2006 | 2  | 4      | 3      | 9     |
| 6    | Tiril Eckhoff         | Norvège     | 2014 | 2022 | 2  | 3      | 3      | 8     |
| 7    | Tora Berger           | Norvège     | 2010 | 2014 | 2  | 2      | -      | 4     |
| 8    | Katrin Apel           | Allemagne   | 1998 | 2006 | 2  | 1      | 1      | 4     |
| 8    | Andrea Henkel         | Allemagne   | 2002 | 2010 | 2  | 1      | 1      | 4     |
| 10   | Magdalena Neuner      | Allemagne   | 2010 | 2010 | 2  | 1      | -      | 3     |
| 10   | Olga Zaitseva         | Russie      | 2006 | 2010 | 2  | 1      | -      | 3     |